# الدوراب
الدوراب در یمن است که در استان صنعا واقع شده‌است.